# Maximinos
Maximinos é uma zona urbana da cidade portuguesa e do Município de Braga que foi sede da extinta Freguesia de Maximinos, freguesia que tinha 1,9 km² de área e 9 792 habitantes (2011), e, por isso, uma densidade populacional de 5 153,7 hab/km².
A Freguesia de Maximinos foi extinta em 2013, no âmbito de uma reforma administrativa nacional, tendo sido agregada às freguesias de Sé e Cividade, para formar uma nova freguesia denominada União das Freguesias de Braga (Maximinos, Sé e Cividade) da qual é a sede.

## População
| População da freguesia de Braga (Maximinos) (1864 – 2011) | População da freguesia de Braga (Maximinos) (1864 – 2011) | População da freguesia de Braga (Maximinos) (1864 – 2011) | População da freguesia de Braga (Maximinos) (1864 – 2011) | População da freguesia de Braga (Maximinos) (1864 – 2011) | População da freguesia de Braga (Maximinos) (1864 – 2011) | População da freguesia de Braga (Maximinos) (1864 – 2011) | População da freguesia de Braga (Maximinos) (1864 – 2011) | População da freguesia de Braga (Maximinos) (1864 – 2011) | População da freguesia de Braga (Maximinos) (1864 – 2011) | População da freguesia de Braga (Maximinos) (1864 – 2011) | População da freguesia de Braga (Maximinos) (1864 – 2011) | População da freguesia de Braga (Maximinos) (1864 – 2011) | População da freguesia de Braga (Maximinos) (1864 – 2011) | População da freguesia de Braga (Maximinos) (1864 – 2011) |
| --------------------------------------------------------- | --------------------------------------------------------- | --------------------------------------------------------- | --------------------------------------------------------- | --------------------------------------------------------- | --------------------------------------------------------- | --------------------------------------------------------- | --------------------------------------------------------- | --------------------------------------------------------- | --------------------------------------------------------- | --------------------------------------------------------- | --------------------------------------------------------- | --------------------------------------------------------- | --------------------------------------------------------- | --------------------------------------------------------- |
| 1864                                                      | 1878                                                      | 1890                                                      | 1900                                                      | 1911                                                      | 1920                                                      | 1930                                                      | 1940                                                      | 1950                                                      | 1960                                                      | 1970                                                      | 1981                                                      | 1991                                                      | 2001                                                      | 2011                                                      |
| 1645                                                      | 1613                                                      | 2141                                                      | 2004                                                      | 2231                                                      | 2107                                                      | 2588                                                      | 3210                                                      | 3427                                                      | 4001                                                      | 4507                                                      | 6174                                                      | 7720                                                      | 10030                                                     | 9792                                                      |

## Património

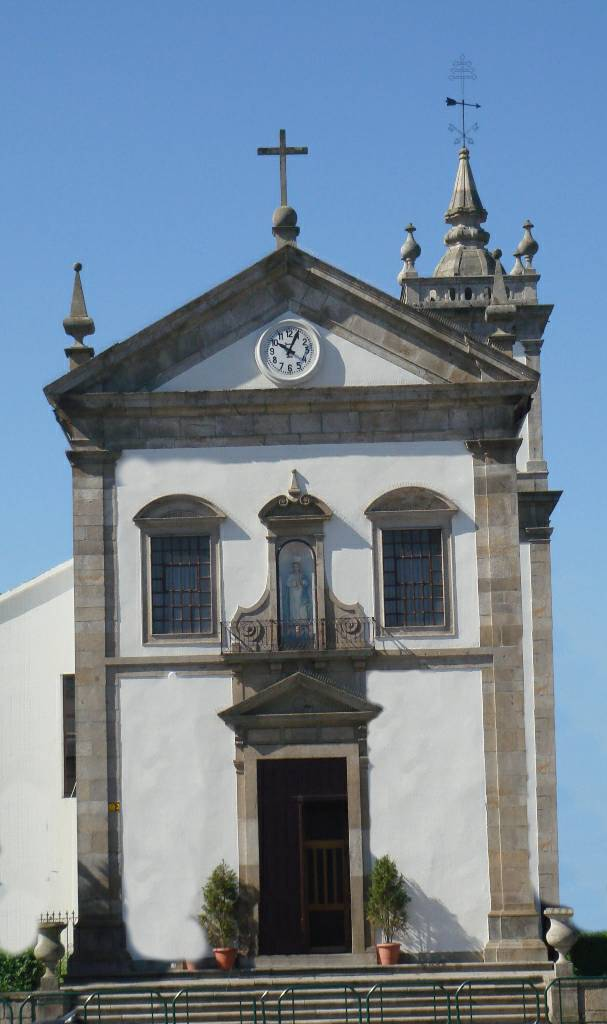
Igreja de Maximinos

- Casa da Naia
- Igreja de Maximinos
- Termas romanas de Maximinos
- Capela de São Miguel-o-Anjo
- Casa da Orge
- Capela de São Gregório

## Política

### Eleições autárquicas (Junta de Freguesia)
| Partido      | 1976 | 1976 | 1979 | 1979 | 1982 | 1982 | 1985 | 1985 | 1989 | 1989 | 1993 | 1993 | 1997 | 1997 | 2001 | 2001 | 2005 | 2005 | 2009 | 2009 |
| Partido      | %    | M    | %    | M    | %    | M    | %    | M    | %    | M    | %    | M    | %    | M    | %    | M    | %    | M    | %    | M    |
| ------------ | ---- | ---- | ---- | ---- | ---- | ---- | ---- | ---- | ---- | ---- | ---- | ---- | ---- | ---- | ---- | ---- | ---- | ---- | ---- | ---- |
| PS           | 33,3 | 3    | 41,1 | 6    | 40,0 | 6    | 39,1 | 4    | 48,1 | 7    | 47,3 | 7    | 39,8 | 6    | 39,1 | 6    |      |      |      |      |
| CDS-PP       | 26,6 | 3    | 39,2 | 5    |      |      | 35,8 | 4    | 5,9  | -    | 6,7  | -    | 14,5 | 2    |      |      |      |      |      |      |
| PPD/PSD      | 18,0 | 2    |      |      |      |      |      |      | 28,0 | 4    | 28,9 | 4    | 28,5 | 4    |      |      |      |      |      |      |
| FEPU/APU/CDU | 15,9 | 1    | 15,8 | 2    | 18,6 | 2    | 15,0 | 1    | 12,4 | 2    | 13,9 | 2    | 11,6 | 1    | 11,0 | 1    | 9,9  | 1    | 15,5 | 2    |
| AD           |      |      |      |      | 38,6 | 5    |      |      |      |      |      |      |      |      |      |      |      |      |      |      |
| PSD-CDS-PPM  |      |      |      |      |      |      |      |      |      |      |      |      |      |      | 43,0 | 6    | 31,9 | 4    |      |      |
| B.E.         |      |      |      |      |      |      |      |      |      |      |      |      |      |      | 2,8  | -    | 7,0  | 1    | 15,1 | 2    |
| IND          |      |      |      |      |      |      |      |      |      |      |      |      |      |      |      |      | 45,1 | 7    | 58,8 | 9    |